# Karangmanyar
Karangmanyar is een bestuurslaag in het regentschap Purbalingga van de provincie Midden-Java, Indonesië. Karangmanyar telt 2397 inwoners (volkstelling 2010).